# Radio Nacional
Radio Nacional (anomenada Radio 1 fins al 2008) és una cadena generalista de Radio Nacional de España d'àmbit estatal que es pot escoltar en tot el territori de l'Estat espanyol i a Gibraltar, Andorra, la zona portuguesa dins de la península Ibèrica, regions de França que limiten amb l'Estat espanyol i diversos territoris del nord d'Àfrica (els que formaren part del Protectorat espanyol del Marroc, Ifni i el Sàhara Espanyol; a part del territori marroquí que limita amb Ceuta i Melilla).
La seva programació es basa en informatius i programes, units pel fil argumental de l'actualitat, amb l'objectiu de fer el màxim nombre de programes en directe. Des de l'any 2010, per llei, no té publicitat.

## Principals programes[3]
- El día menos pensado (amb Manolo Hernández Hurtado Manolo HH).
- España directo (amb Mamen Asencio).
- Diario de las 2 (amb Alejandro Alcalde).
- Nunca es tarde (amb Yolanda Flores).
- El ojo crítico (amb Alberto Martínez Arias).
- 24 horas (amb Carlos Garrido).
- Radiogaceta de los deportes (amb José Luis Toral).
- La noche en vela (amb Pilar Tabares).
- Viaje al centro de la noche (amb Amaya Prieto).
- Esto me suena (amb José Luis Ciudadano García).
- De película (amb Arturo Martín).
- No es un día cualquiera (amb Pepa Fernández).
- Comer y cantar (amb María Torres).
- Diario de las 2 (fin de semana) (amb Pablo Mingote).
- Avance deportivo (amb Borja Inza).
- Documentos (amb Modesta Cruz).
- Siluetas (amb Pilar Socorro).
- Enredados (amb Mavi Aldana i Alberto Maeso).
- La estación azul (amb Ignacio Elguero i Cristina Hermoso de Mendoza).
- Tablero deportivo (amb Chema Abad).
- 20 horas- fin de semana (amb Manu Martínez).
- 24 horas (fin se semana) (amb Raúl Heitzman).
- Abierto hasta las dos (amb Paloma Arranz).
- A hombros de gigantes (amb Manuel Seara valero).
- Espacio en blanco (amb Miguel Blanco).
- En primera persona (amb Sandra Camps).
- Nómadas (amb Álvaro Soto).
- Futuro abierto (amb Tato Puerto).
- Juntos paso a paso (amb Itziar Jiménez Berrón).
- Con tres acordes (amb Manolo Fernández).
- Fe y convivencia (amb José Pablo Sánchez (protestantisme), Irit Green (judaísme) y Mohamed Chacork (islamisme)).
- Frontera (amb Mª Ángeles Fernández).